# Спас-Седчено
Спас-Седчено — село в составе городского округа Навашинский Нижегородской области России.

## География
Село расположено в 17 км на север от города Навашино близ автодороги Р-125 Ряжск — Касимов — Муром — Нижний Новгород.

## История
Первые документальные сведения о церкви и селе Спас-Седчине имеются в окладных книгах 1676 года, где значится деревянная церковь всемилостивого Спаса. В 1836 году вместо неё построен был каменный храм с колокольней; в 1867 году трапеза храма была расширена. Престолов в храме два: главный в память Преображения господа Иисуса Христа, в приделе тёплом в честь Казанской иконы Божией Матери.
В конце XIX — начале XX века село являлось крупным населённым пунктом в составе Монаковской волости Муромского уезда Владимирской губернии. В 1859 году в селе числилось 50 дворов, в 1905 году — 118 дворов.
С 1929 года село являлось центром Спасо-Седчинского сельсовета Муромского района Горьковского края, с 1944 года — в составе Мордовщиковского района (с 1960 года — Навашинский район) Горьковской области, с 1954 года — в составе Ефановского сельсовета, с 2009 года село в составе Поздняковского сельсовета, с 2015 года — в составе городского округа Навашинский.

## Население
| 1859 | 1897 | 1905 | 1926  | 2002 | 2010 |
| ---- | ---- | ---- | ----- | ---- | ---- |
| 429  | ↗694 | ↗727 | ↗1032 | ↘82  | ↘31  |

## Достопримечательности
В селе находится недействующая Церковь Спаса Преображения (1836).